# 4-硝基苯甲酸甲酯
4-硝基苯甲酸甲酯是一种酯类有机物，化学式为C8H7NO4。它可由4-硝基苯甲酸和甲醇在硫酸催化下回流反应制得。它也可由4-硝基苯甲醛和甲醇在过硫酸铵存在下反应制得。它在叔丁胺存在下于乙醇中回流，可以发生酯交换反应，生成4-硝基苯甲酸乙酯。